# بورزیگوالده
بورزیگوالده (به آلمانی: Berlin-Borsigwalde) یک منطقهٔ مسکونی در آلمان است که در Reinickendorf واقع شده‌است. بورزیگوالده ۶٬۴۳۲ نفر جمعیت دارد.

## نگارخانه

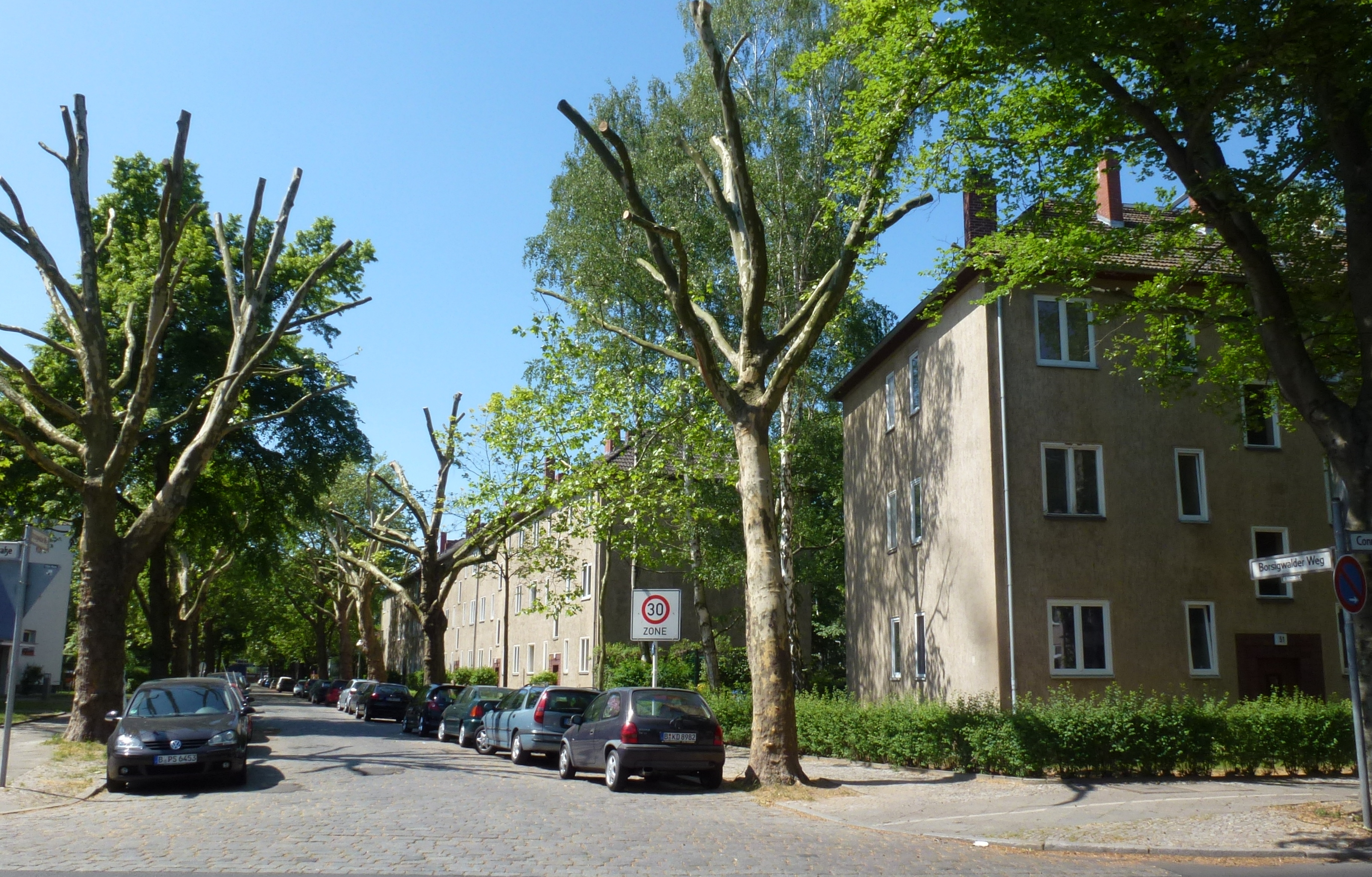
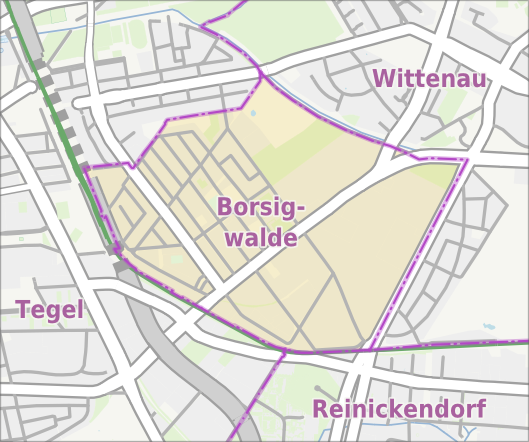